# 奈良地方気象台
奈良地方気象台（ならちほうきしょうだい）は、奈良県奈良市にある地方気象台。
露場は約500m東へ離れた奈良女子大学附属中等教育学校内に設置されている。

## 概要
大阪管区気象台の管轄下にあり、奈良県内の地上気象観測、地域気象観測（アメダス）、生物季節観測からなる気象観測業務、予報業務、地震情報・防災・広報業務を行っている。

## 沿革
- 1887年（明治20年）1月1日 - 奈良県立八木測候所（2等測候所）として設立。
- 1939年（昭和14年）11月1日 - 国営移管により八木測候所と改称。
- 1942年（昭和17年）3月30日 - 橿原測候所と改称。
- 1943年（昭和18年）11月1日 - 文部省より運輸通信省に移管。
- 1945年（昭和20年）5月18日 - 運輸通信省が改組され運輸省所管となる。
- 1953年（昭和28年）4月1日 - 橿原市から奈良市半田開町（標高：104m[1]）に移転し奈良測候所と名称変更。
- 1957年（昭和32年）9月1日 - 機構改革により地方気象台に昇格。
- 2017年（平成29年）3月9日 - 奈良市西紀寺町（標高：90m[2]）に移転。ただし、露場は奈良市東紀寺町一丁目（標高：102m[2]）に設置。

## 天気予報区分
奈良県北部
- 北西部 - 奈良市、大和高田市、大和郡山市、天理市、橿原市、桜井市、御所市、生駒市、香芝市、生駒郡平群町、三郷町、斑鳩町、安堵町、磯城郡川西町、三宅町、田原本町、高市郡高取町、明日香村、北葛城郡上牧町 、王寺町、広陵町及び河合町
- 北東部 - 宇陀市及び山辺郡山添村
- 五條・北部吉野 - 五條市（大塔町を除く）、吉野郡吉野町、大淀町及び下市町

奈良県南部
- 南東部 - 宇陀郡曽爾村、御杖村、吉野郡黒滝村、天川村、下北山村、上北山村、川上村及び東吉野村
- 南西部 - 五條市（大塔町）、吉野郡野迫川村及び十津川村